# Diane Parry
Diane Parry (ur. 1 września 2002 w Nicei) – francuska tenisistka.

## Kariera tenisowa
W 2017 roku zadebiutowała w imprezie wielkoszlemowej podczas turnieju French Open w grze podwójnej. Startując w parze z Giulią Morlet, odpadła w pierwszej rundzie.
W swojej karierze zwyciężyła w czterech singlowych i pięciu deblowych turniejach rangi ITF.

## Historia występów wielkoszlemowych
Legenda
     W, wygrany turniej
     F, przegrana w finale
     SF, przegrana w półfinale
     QF, przegrana w ćwierćfinale
     xR, przegrana w x rundzie
     Qx, przegrana w x rundzie kwalifikacji
     A, brak startu
     NH, turniej nie odbył się

### Występy w grze pojedynczej
| Australian Open        | A | A   | A   | Q1  | A   | 1R | 1R  | 3R | 1R | 0 / 4  | 2 – 4   |  |  |  |  |  |  |  |  |  |  |  |  |  |  |  |  |
| French Open            | A | Q2  | 2R  | 1R  | 1R  | 3R | 2R  | 2R | 1R | 0 / 7  | 5 – 7   |  |  |  |  |  |  |  |  |  |  |  |  |  |  |  |  |
| Wimbledon              | A | A   | A   | NH  | A   | 3R | 2R  | 1R | 3R | 0 / 4  | 5 – 4   |  |  |  |  |  |  |  |  |  |  |  |  |  |  |  |  |
| US Open                | A | A   | 1R  | A   | A   | 1R | 1R  | 2R |    | 0 / 4  | 1 – 4   |  |  |  |  |  |  |  |  |  |  |  |  |  |  |  |  |
|                        |   |     |     |     |     |    |     |    |    |        |         |  |  |  |  |  |  |  |  |  |  |  |  |  |  |  |  |
| Ranking na koniec roku | – | 739 | 331 | 305 | 141 | 76 | 105 | 50 |    | 0 / 19 | 13 – 19 |  |  |  |  |  |  |  |  |  |  |  |  |  |  |  |  |

### Występy w grze podwójnej
| Australian Open        | A   | A   | A   | A   | A   | 1R  | A  | 1R | 2R | 0 / 3  | 1 – 3   |  |  |  |  |  |  |  |  |  |  |  |  |  |  |  |  |
| French Open            | 1R  | 1R  | 3R  | 1R  | 1R  | A   | 3R | 1R | 3R | 0 / 8  | 6 – 8   |  |  |  |  |  |  |  |  |  |  |  |  |  |  |  |  |
| Wimbledon              | A   | A   | A   | NH  | A   | 2R  | A  | 2R | A  | 0 / 2  | 2 – 2   |  |  |  |  |  |  |  |  |  |  |  |  |  |  |  |  |
| US Open                | A   | A   | A   | A   | A   | A   | 1R | 3R |    | 0 / 2  | 2 – 2   |  |  |  |  |  |  |  |  |  |  |  |  |  |  |  |  |
|                        |     |     |     |     |     |     |    |    |    |        |         |  |  |  |  |  |  |  |  |  |  |  |  |  |  |  |  |
| Ranking na koniec roku | 863 | 751 | 277 | 285 | 360 | 383 | 83 | 99 |    | 0 / 15 | 11 – 15 |  |  |  |  |  |  |  |  |  |  |  |  |  |  |  |  |

### Występy w grze mieszanej
| Australian Open | A | A | A | A  | A | A | A  | A  | A  | 0 / 0 | 0 – 0 |  |  |  |  |  |  |  |  |  |  |  |  |  |  |  |  |
| French Open     | A | A | A | NH | A | A | 1R | 1R | 2R | 0 / 3 | 1 – 3 |  |  |  |  |  |  |  |  |  |  |  |  |  |  |  |  |
| Wimbledon       | A | A | A | NH | A | A | A  | A  | A  | 0 / 0 | 0 – 0 |  |  |  |  |  |  |  |  |  |  |  |  |  |  |  |  |
| US Open         | A | A | A | NH | A | A | A  | A  |    | 0 / 0 | 0 – 0 |  |  |  |  |  |  |  |  |  |  |  |  |  |  |  |  |
|                 |   |   |   |    |   |   |    |    |    |       |       |  |  |  |  |  |  |  |  |  |  |  |  |  |  |  |  |
|                 |   |   |   |    |   |   |    |    |    | 0 / 3 | 1 – 3 |  |  |  |  |  |  |  |  |  |  |  |  |  |  |  |  |

## Finały turniejów WTA
| Legenda                   | Legenda |
| ------------------------- | ------- |
| Wielki Szlem              |         |
| Igrzyska olimpijskie      |         |
| WTA Tour Championships    |         |
| od 2021                   |         |
| WTA 1000 (obowiązkowe)    |         |
| WTA 1000 (nieobowiązkowe) |         |
| WTA 500                   |         |
| WTA 250                   |         |
| WTA 125                   |         |

### Gra podwójna 3 (2–1)
| Końcowy wynik | Nr | Data            | Turniej    | Nawierzchnia | Partnerka         | Przeciwniczki                     | Wynik finału   |
| ------------- | -- | --------------- | ---------- | ------------ | ----------------- | --------------------------------- | -------------- |
| Zwyciężczyni  | 1. | 26 lutego 2023  | Mérida     | Twarda       | Catherine McNally | Wang Xinyu Wu Fang-hsien          | 6:0, 7:5       |
| Zwyciężczyni  | 2. | 30 lipca 2023   | Lozanna    | Ceglana      | Anna Bondár       | Amina Anszba Anastasia Dețiuc     | 6:2, 6:1       |
| Finalistka    | 1. | 16 czerwca 2024 | Nottingham | Trawiasta    | Harriet Dart      | Gabriela Dabrowski Erin Routliffe | 7:5, 3:6, 9–11 |

## Finały turniejów WTA 125

### Gra pojedyncza 5 (2–3)
| Końcowy wynik | Nr | Data              | Turniej      | Nawierzchnia | Przeciwniczka     | Wynik finału  |
| ------------- | -- | ----------------- | ------------ | ------------ | ----------------- | ------------- |
| Finalistka    | 1. | 7 listopada 2021  | Buenos Aires | Ceglana      | Anna Bondár       | 3:6, 3:6      |
| Zwyciężczyni  | 1. | 21 listopada 2021 | Montevideo   | Ceglana      | Panna Udvardy     | 6:3, 6:2      |
| Zwyciężczyni  | 2. | 21 maja 2023      | Paryż        | Ceglana      | Catherine McNally | walkower      |
| Finalistka    | 2. | 19 listopada 2023 | Colina       | Ceglana      | Sára Bejlek       | 2:6, 1:6      |
| Finalistka    | 3. | 10 grudnia 2023   | Montevideo   | Ceglana      | Renata Zarazúa    | 5:7, 6:3, 4:6 |

## Finały turniejów ITF
| turnieje z pulą nagród 100 000 $ |
| turnieje z pulą nagród 80 000 $  |
| turnieje z pulą nagród 60 000 $  |
| turnieje z pulą nagród 40 000 $  |
| turnieje z pulą nagród 25 000 $  |
| turnieje z pulą nagród 15 000 $  |
| turnieje z pulą nagród 10 000 $  |

### Gra pojedyncza 5 (4–1)
| Rezultat     |    | Data       | Turniej   | ($)    | Naw.    | Przeciwniczka   | Wynik         |
| Zwyciężczyni | 1. | 20/12/2020 | Antalya   | 15 000 | Ceglana | Berfu Cengiz    | 6:3, 6:1      |
| Zwyciężczyni | 2. | 27/06/2021 | Périgueux | 25 000 | Ceglana | Elsa Jacquemot  | 6:3, 6:1      |
| Zwyciężczyni | 3. | 11/07/2021 | Turyn     | 25 000 | Ceglana | Lucia Bronzetti | 6:4, 6:2      |
| Zwyciężczyni | 4. | 24/10/2021 | Sewilla   | 25 000 | Ceglana | Elina Awanesian | 6:2, 6:0      |
| Finalistka   | 1. | 05/11/2023 | Heraklion | 40 000 | Ceglana | Sinja Kraus     | 2:6, 6:4, 4:6 |

### Gra podwójna 4 (4–0)
| Rezultat     |    | Data       | Turniej   | ($)    | Naw.    | Partnerka            | Przeciwniczki                        | Wynik          |
| Zwyciężczyni | 1. | 29/10/2017 | Hammamet  | 15 000 | Ceglana | Yasmine Mansouri     | Dominique Karregat Caroline Roméo    | 6:1, 6:1       |
| Zwyciężczyni | 2. | 23/08/2020 | Oeiras    | 15 000 | Ceglana | Eva Guerrero Álvarez | Francisca Jorge Olga Parres Azcoitia | 7:6(1), 6:0    |
| Zwyciężczyni | 3. | 26/06/2021 | Périgueux | 25 000 | Ceglana | Margot Yerolymos     | Sada Nahimana Anna Sisková           | 6:4, 6:2       |
| Zwyciężczyni | 4. | 15/04/2023 | Saragossa | 80 000 | Ceglana | Arantxa Rus          | Asia Muhammad Eden Silva             | 6:1, 4:6, 10–5 |

## Występy w igrzyskach olimpijskich

### Gra pojedyncza
| Runda                                                                    | Przeciwniczka              | Wynik       |
| ------------------------------------------------------------------------ | -------------------------- | ----------- |
|                                                                          |                            |             |
| Letnie Igrzyska Olimpijskie w Paryżu 2024, reprezentując państwo Francja |                            |             |
| I runda                                                                  | Argentyna: Nadia Podoroska | 7:6(6), 7:5 |
| II runda                                                                 | Polska: Iga Świątek [1]    | 1:6, 1:6    |

### Gra podwójna
| Runda                                                                    | Partnerka       | Przeciwniczki                             | Wynik             |
| ------------------------------------------------------------------------ | --------------- | ----------------------------------------- | ----------------- |
|                                                                          |                 |                                           |                   |
| Letnie Igrzyska Olimpijskie w Paryżu 2024, reprezentując państwo Francja |                 |                                           |                   |
| I runda                                                                  | Caroline Garcia | Holandia: Arantxa Rus / Demi Schuurs      | 6:7(2), 6:3, 10–4 |
| II runda                                                                 | Caroline Garcia | Włochy: Sara Errani / Jasmine Paolini [3] | 7:5, 3:6, 8–10    |